# Sidi Busta
Sidi Bouchta (en árabe: أيث سيدي بوشتى‎, ) es una localidad marroquí perteneciente al municipio de Beni Ammart, en la región de Tánger-Tetuán-Alhucemas. Desde 1912 hasta 1956 perteneció a la zona norte del Protectorado español de Marruecos.